# Julio Olarticoechea
Julio Jorge Olarticoechea (Saladillo, 1958. október 18. –) világbajnok argentin válogatott labdarúgó. 

## A válogatottban
1982 és 1990 között 32 alkalommal szerepelt az argentin válogatottban. Részt vett az 1982-es, az 1986-os és az 1990-es világbajnokságon, illetve az 1983-as és az 1987-es Copa Américán.

## Sikerei, díjai
River Plate
- Argentin bajnok (1): 1981 Nacional

Racing Club
- Supercopa Sudamericana (1): 1988

Argentína
- Világbajnok (1): 1986